# Epicrionops columbianus
Epicrionops columbianus é uma espécie de gimnofiono da família Rhinatrematidae.
É endémica da Colômbia.
Os seus habitats naturais são: regiões subtropicais ou tropicais húmidas de alta altitude, rios e rios intermitentes.